# ウギア
ウギア（アラビア語: أوقية、ラテン文字転写:Ouguiya）は、モーリタニアの通貨単位。ISOコードはMRO。補助通貨はクムス（خمس）で、1ウギア＝5クムスである。

## 歴史
モーリタニアは1960年にフランスから独立したが、西アフリカ地域では関税同盟と共通通貨CFAフランを軸とする経済協力関係が敷かれることになった。モーリタニアも独立当初は他の旧フランス領西アフリカの国々と共にCFAフランを使用していた。
しかしこうした従来の関係が、欧州経済共同体（EEC）をモデルとした新たなものに改革されたことに反発し、1973年4月にCFAフラン圏から離脱。新たに独自通貨ウギアを導入した。2018年1月には、一桁切り下げるデノミネーションが行われた。

## 硬貨
1973年のウギア導入と同時に、1/5、1、5、10、20の各ウギア硬貨が発行された。このうち1/5ウギア硬貨をコウムと呼ぶが、同硬貨は1974年以降、発行されていない。

## 紙幣
1973年に100、200、1000ウギア紙幣が発行されたが、翌1974年に紙幣のデザインが一新された。1979年には新たに500ウギア紙幣が導入されている。
2004年に再び紙幣デザインの変更が行われ、通貨偽造防止対策が強化された。また同時に、2000ウギア紙幣の発行も始まっている。また2011年には5000ウギア紙幣の発行が開始された。
2018年にはデノミネーションにより新紙幣の発行が開始され、20、50、100、200、500、1000ウギアの各紙幣が発行された。これらの紙幣の材質はポリマーになっている。